# Liste der denkmalgeschützten Objekte in Višňova
Grundlage dieser Liste der denkmalgeschützten Objekte in Višňová ist die ÚSKP-Liste (Ústřední seznam kulturních památek České republiky, deutsch Zentrale Liste der Kulturdenkmäler der Tschechischen Republik), die von der tschechischen Denkmalschutzbehörde NPÚ (Národní památkový ústav, deutsch Nationale Denkmalbehörde) seit 1987 geführt wird und an die seit dem Jahr 1850 geschaffenen Listen anschließt.

## Denkmalgeschützte Objekte in Višňová nach Ortsteilen

### Višňová(Böhmisch Weigsdorf)
| Lage                  | Objekt            | Beschreibung | ÚSKP-Nr.                  | Bild           |
| --------------------- | ----------------- | --- | ------------------------- | -------------- |
| Višňová 41 (Standort) | Haus Nr. 41       | Bauernhaus, gut erhaltenes Umgebindehaus mit Fachwerkboden und steinernem Sockel. Das Haus am Rande des Dorfes wurde wahrscheinlich in der ersten Hälfte des 18. Jahrhunderts erbaut. Ende des 19. Jahrhunderts wurde ein weiterer Flügel hinzugefügt. | 28220/5-4485 Info Katalog | weitere Bilder |
| Višňová 75 (Standort) | Haus Nr. 75       | Bauernhaus (Umgebindehaus), wurde wahrscheinlich in der zweiten Hälfte des 18. Jahrhunderts erbaut (siehe Stallkataster von 1843). Das westliche Portal des Eingangs zur Halle trägt ein Gewölbe mit der steinernen Bezeichnung Nummer 75. | 44733/5-4484 Info Katalog | weitere Bilder |
| Višňová 18 (Standort) | Haus Nr. 18       | Bauernhaus – dreiteiliger Grundriss mit Wohnhaus, Scheune und weiterem separat zugänglichen Wohnraum. Das heutige Erscheinungsbild des Umgebindehauses stammt wahrscheinlich aus der Zeit zwischen der zweiten Hälfte des 18. und der ersten Hälfte des 19. Jahrhunderts. | 42024/5-4482 Info Katalog | weitere Bilder |
| Višňová (Standort)    | Heiliggeistkirche | Kirche des hl. Geistes (später protestantisch). Die 1492 fertiggestellte Kirche diente bis 1945 für evangelische Gottesdienste im sächsischen Teil von Višňová und für evangelische Gläubige der böhmischen Seite. Aufgrund von Streitigkeiten über die Zugehörigkeit des Gebäudes wurde das Erscheinungsbild der Kirche erst 1802/03 mit dem Bau eines neuen Kirchenschiffs erneuert. | 24014/5-4481 Info Katalog | weitere Bilder |
| Višňová 5 (Standort)  | Haus Nr. 5        | Bauernhaus, im nordwestlichen Teil des Dorfes, an einem leichten Hang an der Landstraße gelegen. Das Gebäude wurde wahrscheinlich im 18. Jahrhundert erbaut (siehe Stallkataster von 1843). Das Haus befindet sich ca. 70 m nordöstlich des Gemeindeamtes links von der Nebenstraße, entlang der ein grün markierter Weg nach Pohanské kameny (Hain) führt.                            | 24834/5-4483 Info Katalog | Haus Nr. 5     |

### Andělka(Engelsdorf)
| Lage                                       | Objekt      | Beschreibung | ÚSKP-Nr.                  | Bild           |
| ------------------------------------------ | ----------- | --- | ------------------------- | -------------- |
| Andělka, in der Ortsmitte (Standort)       | Annenkirche | Barockkirche der hl. Anna, errichtet von 1783 bis 1785 vom Reichenberger Baumeister Johann Joseph Kunz an der Stelle einer älteren Holzkirche. Lage in der Mitte des Dorfes, am Hang über der Straße neben dem Friedhof. Backsteinbau mit einem Kirchenschiff, rechteckigem Grundriss, rechteckigem Presbyterium. Das Satteldach ist mit Blech bedeckt. Die westliche Eingangsfassade der Kirche wird durch einen vorspringenden Turm mit quadratischem Grundriss und abgerundeten Ecken ergänzt, der von einer zwiebelförmigen Kuppel mit polygonaler Laterne und einer Mohnblume mit einem Kreuz gekrönt ist. | 32873/5-4173 Info Katalog | weitere Bilder |
| Andělka, südlich von der Kirche (Standort) | Sühnekreuz  | Sühnekreuz an der Straße im Ortszentrum, südlich der Annenkirche. Das nach 1644 geschaffene Kreuz erinnert an einen Mord in Altseidenberg. Neben dem Kreuz erinnert auch der Grabstein an Caspar Christian von Schweinichen auf dem Friedhof. Er starb bei einem Duell am 29. Juni 1644 im Alter von 21 Jahren. Grob gearbeitetes Granitkreuz vom lateinischen Typ mit den Abmessungen 78 × 88 × 35 cm, ohne Inschrift. | 18095/5-4174 Info Katalog | weitere Bilder |

### Filipovka(Philippsthal)
| Lage                    | Objekt      | Beschreibung | ÚSKP-Nr.                  | Bild           |
| ----------------------- | ----------- | --- | ------------------------- | -------------- |
| Filipovka 10 (Standort) | Haus Nr. 10 | Bauerngehöft im westlichen Teil des Orts vom Anfang des 19. Jahrhunderts, bestehend aus einem Wohnhaus und einer Fachwerkscheune (siehe Stallkataster von 1843). Das Bauerngehöft besteht aus: Wohngebäude Nr. 10 und der Scheune. | 15558/5-4175 Info Katalog | weitere Bilder |

### Poustka(Wustung)
| Lage                  | Objekt            | Beschreibung | ÚSKP-Nr.                  | Bild              |
| --------------------- | ----------------- | --- | ------------------------- | ----------------- |
| Poustka 47 (Standort) | Bauernhaus Nr. 47 | Barockes Bauerngehöft mit rechteckigen Grundriss, bestehend aus einem Wohnhaus und einem Stall, in dessen Teil später eine Kapelle eingebaut wurde. Das Gebäude ist abgerissen, das Bild zeigt das Grundstück, auf dem das Haus stand (Denkmalstatus 1988 aufgehoben). | 54661/5-4486 Info Katalog | Bauernhaus Nr. 47 |

### Předlánce(Priedlanz)
| Lage                                                                                                  | Objekt     | Beschreibung | ÚSKP-Nr.                  | Bild           |
| --- | ---------- | --- | ------------------------- | -------------- |
| Předlánce, auf einem Hügel über dem Wittig-Mäander, oberhalb der Häuser Nr. 69, 35 und 70. (Standort) | Burgstätte | Burgstätte (ehem. Festung), archäologische Spuren. Die Festung in Priedlanz mit einem erhöhten Wachturm über dem Mäander des Flusses Smědá kann auf die Wende vom 13. zum 14. Jahrhundert datiert werden. Das Gelände wurde mit einem Doppelwall befestigt. Der Standort befindet sich beim Haus Nr. 70. Die Oberseite des Wachturms ist größtenteils grasbewachsen, die Hänge sind mit Wald bedeckt. Höchstwahrscheinlich war es ein befestigter Hof, die Festung eines kleinen Feudalherren. | 36864/5-4487 Info Katalog | weitere Bilder |

### Saň(Zahne)
| Lage                                                     | Objekt                    | Beschreibung | ÚSKP-Nr.                  | Bild           |
| -------------------------------------------------------- | ------------------------- | --- | ------------------------- | -------------- |
| Saň, Wachturm im Wald zwischen Saň und Loučná (Standort) | Burgstätte Loučná bei Saň | ehem. befestigte Höhensiedlung – Burgstätte Loučná – Saň, archäologische Spuren. Kleine befestigte Siedlung aus dem 9. bis 10. Jahrhundert, von Stadtmauern umgeben, die im Gelände noch ausreichend erkennbar sind. Die größte Befestigung befindet sich auf der Ostseite, wo das Gelände am leichtesten zugänglich war. Der östliche Wall erreicht eine Höhe von ca. 2 m und ist an der Basis bis zu 10 m breit. Vor diesem Wall wurde ein breiter Wassergraben angelegt. Die übrigen Befestigungen sind deutlich kleiner. Der nördliche Wall erreicht eine Höhe von 1 bis 1,5 m, der südliche nur wenige zehn Zentimeter. Die Lage des Tores befand sich möglicherweise im südlichen Wall. Auf der Westseite sind die Befestigungen nicht erhalten. Abmessungen: Länge 34 m in der West-Ost-Achse, Breite zwischen 10 und 18 m. Die Fläche beträgt etwa 500 Quadratmeter. | 23595/5-4176 Info Katalog | weitere Bilder |

### Víska(Dörfel)
| Lage                   | Objekt      | Beschreibung | ÚSKP-Nr.                  | Bild           |
| ---------------------- | ----------- | --- | ------------------------- | -------------- |
| Víska 26 (Standort)    | Haus Nr. 26 | Bauernhaus. Das Fachwerkhaus, das ungefähr um die Wende vom 18. zum 19. Jahrhundert erbaut wurde, befindet sich am südlichen Rand des Dorfes in der Nähe der Brücke über den Fluss Směda. Das zweistöckige Umgebindehaus mit einem gemauerten Erdgeschoss und einem Fachwerkstock ist auf einem rechteckigen Grundriss erbaut und wird von einem Satteldach gekrönt. Das Gebäude wird von einem massiven doppelten Holztor dominiert, das den Zugang zur Scheune ermöglicht. | 24165/5-4489 Info Katalog | Haus Nr. 26    |
| Víska 35 (Standort)    | Haus Nr. 35 | Bauernhaus. Das zweistöckige Haus aus der Zeit um die Wende vom 18. zum 19. Jahrhundert befindet sich am südlichen Rand des Dorfes östlich der Straße. Das Haus besitzt einen ausgeprägten Giebel, ein gemauertes Erdgeschoss und ein Fachwerkstock sowie ein Satteldach. | 46740/5-4490 Info Katalog | weitere Bilder |
| Víska 70 (Standort)    | Haus Nr. 70 | Bauernhaus. Das Haus hat einen traditionellen dreiteiligen Grundriss mit einem gezimmerten Wohn- und Backstein-Wirtschaftsteil, der wahrscheinlich aus der Wende vom 18. zum 19. Jahrhundert stammt. Es befindet sich am nördlichen Rand des Dorfes auf der linken Seite der Straßen nach Minkovice (Minkwitz), östlich der Straße nach Poustka und Višňová. | 32307/5-4488 Info Katalog | Haus Nr. 70    |
| Víska 36 (Standort)    | Haus Nr. 36 | Bauernhaus, das zweistöckige Gebäude mit rechteckigem Grundriss und Satteldach stammt aus dem 18./19. Jahrhundert und ist ein wertvoller Beweis für die Entwicklung der Volksarchitektur des Dorfes. Aufgrund von Hochwasserschäden im August 2010 wurde das Gebäude abgerissen. Der Denkmalstatus wurde 2010 aufgehoben. | 29134/5-4491 Info Katalog | Haus Nr. 36    |
| Víska če. 1 (Standort) | Haus Nr. 1  | Umgebindehaus mit rechteckigem Grundriss stammt vermutlich aus der Zeit nach der Gründung von Nová Víska (Neudörfel), d. h. vom Ende des 18. Jahrhunderts. Zu dieser Zeit war es wahrscheinlich ein zweistöckiges Haus mit dreiteiligem Grundriss, das von einer angrenzenden Scheune abgeschlossen wurde. | 106302 Info Katalog       | weitere Bilder |